# Chery Tiggo 8
Chery Tiggo 8 — 7-местный среднеразмерный кроссовер, представленный компанией Chery в 2018 году.

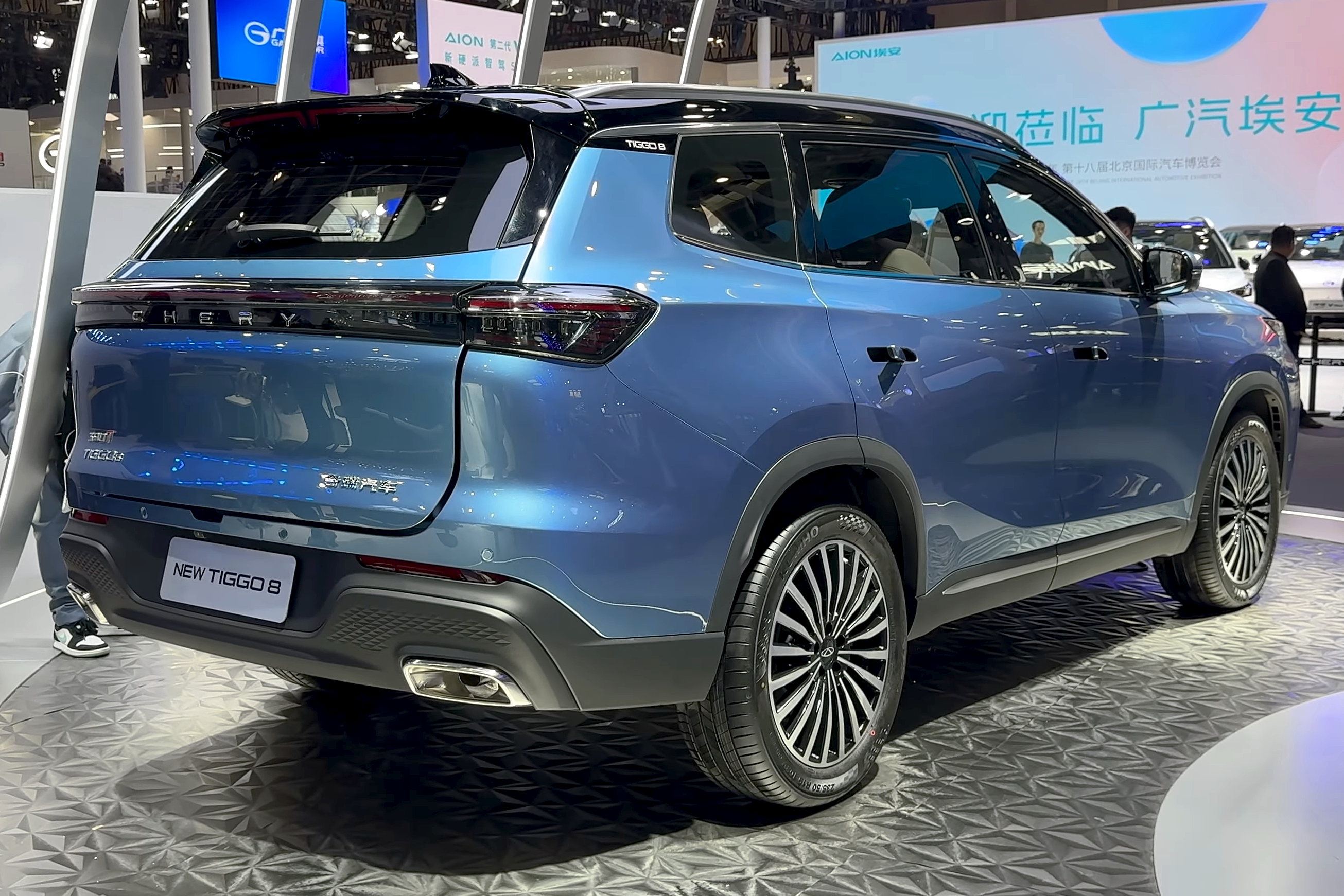
Вид сзади

Chery Tiggo был продемонстрирован во время Пекинского автосалона в Китае в 2018 году, в иерархии позиционируется выше компактного кроссовера Chery Tiggo 7. 1,5-литровый рядный четырёхтактный бензиновый двигатель марки AVL с турбонаддувом от Tiggo 7 мощностью 147 л. с. и 210 Нм комплектуется 6-ти ступенчатым роботом с сухим сцеплением марки Getrag или 6-ти ступенчатой МКПП Aisin, 2,0-литровый рядный четырёхтактный бензиновый двигатель AVL с турбонаддувом на 170 л.с и 250 Нм комплектуется вариатором.

## Технические характеристики (Chery Tiggo 8, 1 рестайлинг)

### Общая информация
- Страна марки: Китай
- Класс автомобиля: D
- Количество дверей: 5
- Количество мест: 5, 7
- Расположение руля: Левый

### Размеры
- Длина: 4700 мм
- Ширина: 1860 мм
- Высота: 1705 мм
- Колёсная база: 2710 мм
- Клиренс: 190 мм
- Ширина передней колеи: 1582 мм
- Ширина задней колеи: 1604 мм
- Размер колёс: 235/55/R18

### Объём и масса
- Объем багажника мин/макс: 892/1930 л
- Объём топливного бака: 51 л
- Снаряженная масса: 1631 кг
- Полная масса: 2104 кг

### Трансмиссия
- Коробка передач: Робот
- Количество передач: 6
- Тип привода: передний

### Подвеска и тормоза
- Тип передней подвески: независимая, пружинная
- Тип задней подвески: независимая, пружинная
- Передние тормоза: дисковые вентилируемые
- Задние тормоза: дисковые

### Эксплуатационные показатели
- Максимальная скорость: 190 км/ч
- Разгон до 100 км/ч: 9.8 с
- Расход топлива, город/трасса/смешанный: 9.8/6.4/7.6 л/100 км
- Марка топлива: АИ-92
- Экологический класс: Euro 5
- Выбросы CO2: 181 г/км

### Двигатель
- Тип двигателя: бензиновый
- Расположение двигателя: переднее, поперечное
- Объем двигателя: 1498 см³
- Тип наддува: турбонаддув
- Максимальная мощность: 147 л.с. (108 кВт) при 5500 об/мин
- Максимальный крутящий момент: 210 Н*м при 4500 об/мин
- Расположение цилиндров: рядное
- Количество цилиндров: 4
- Число клапанов на цилиндр: 4
- Система питания двигателя: распределенный впрыск (многоточечный)
- Степень сжатия: 9.5
- Диаметр цилиндра и ход поршня: 77.0x85.8 мм

## Продажи
| Год  | Китай   | Китай    | Китай     | Россия  | Бразилия | Мексика | Мексика        | Турция | Индонезия | Индонезия   | Всего   |
| Год  | Tiggo 8 | Tiggo 8L | Fulwin T9 | Россия  | Бразилия | Tiggo 8 | Tiggo 8 Pro e+ | Турция | Tiggo 8   | Tiggo 8 Pro | Всего   |
| ---- | ------- | -------- | --------- | ------- | -------- | ------- | -------------- | ------ | --------- | ----------- | ------- |
| 2018 |         |          |           |         |          |         |                |        |           |             | 50,553  |
| 2019 |         |          | 116,494   |         |          |         |                |        |           |             |         |
| 2020 | 2,064   | 1,620    | 136,182   |         |          |         |                |        |           |             |         |
| 2021 | 8,967   | 10,454   | 160,937   |         |          |         |                |        |           |             |         |
| 2022 | 120,506 | 10,018   | 10,441    | 180,450 |          |         |                |        |           |             |         |
| 2023 | 127,018 | 22,400   | 9,545     | 3,736   | 14,499   | 538     | 232,978        |        |           |             |         |
| 2024 | 190,426 | 7,249    | 55,146    |         | 9,750    | 1,281   | 241            | 22,875 | 1,246     | 210         | 314,397 |